# Општина Чајниче
Општина Чајниче је општина у источном дијелу Републике Српске, БиХ. Сједиште општине се налази у насељеном мјесту Чајниче. Према прелиминарним подацима пописа становништва 2013. године, у општини Чајниче укупно је пописано 4.895 лица.

## Географија
Општина Чајниче се налази на тромеђи Републике Српске, Републике Србије и Црне Горе. Сусједне општине су општина Рудо, Фоча, Ново Горажде, Пљевља и Прибој. Налази се у Горњем Подрињу. 
Сви водотоци на подручју општине припадају сливу ријеке Јањине, Радојне и Сутјеске, које се уливају у ријеку Дрину и Лим. Општина Чајниче је смјештена на изразито неравном терену. Најнижа надморска висина у долинама ријека износи 400 метара, а највиша 1.491 метар на Вучевици (врх Јаворово брдо).

## Клима
Клима је умјерено континентална и планинска.

## Историја
Чајниче се прву пут у историјским документима спомиње 1477. године као један од најважнијих градова Херцеговачког санџака.
Стара српска православна црква у Чајничу се у сачуваним писаним документима први пут спомиње 1492. године.

## Насељена мјеста
Подручје општине Чајниче чине насељена мјеста:
Авлија, Батковићи, Батово, Батотићи, Безујно, Борајно, Брезовице, Бучковићи на Безујанци, Гламочевићи, Гложин, Ђаковићи, Заборак, Ифсар, Камен, Капов Хан, Каровићи, Крстац, Лађевци, Луке, Међурјечје, Метаљка, Милатковићи, Миљено, Миштар, Подаврело, Поникве, Првањ, Слатина, Старонићи, Стопићи, Судићи, Тодоровићи, Трпиње, Тубројевићи, Хунковићи и Чајниче.
Општина Чајниче има 36 насељених мјеста у којима према процјенама из 2001. године укупно живи око 5.389 становника.
Општина Чајниче у цјелини је у саставу Републике Српске од њеног настанка.

### Мјесне заједнице
Чајниче 1, Чајниче 2, Међурјечје, Миљено, Заборак.

## Демографија општине
| Националност                     | 2013.          | 1991.          | 1981.          | 1971.          |
| Срби                             | 3.972 (81,14%) | 4.709 (52,57%) | 4.892 (47,58%) | 5.353 (46,13%) |
| Муслимани                        | 884 (18,06%)   | 4.024 (44,93%) | 4.880 (47,47%) | 6.065 (52,27%) |
| Хрвати                           | 6 (0,12%)      | 5 (0,05%)      | 16 (0,15%)     | 29 (0,24%)     |
| Југословени                      | —              | 77 (0,85%)     | 231 (2,24%)    | 14 (0,12%)     |
| остали, неопредељени и непознато | 33 (0,68%)     | 141 (1,57%)    | 261 (2,53%)    | 141 (1,21%)    |
| Укупно                           | 4.895          | 8.956          | 10.280         | 11.602         |

## Политичко уређење

### Општинска администрација
Начелник општине представља и заступа општину и врши извршну функцију у Чајничу. Избор начелника се врши у складу са изборним Законом Републике Српске и изборним Законом БиХ. Општинску администрацију, поред начелника, чини и скупштина општине. Институционални центар општине Чајниче је насеље Чајниче, гдје су смјештени сви општински органи.
Начелник Општине Чајниче је Мирослав Фуртула испред Српске радикалне странке, који је на ту функцију ступио након локалних избора у Босни и Херцеговини 2024. године. Састав скупштине Општине Чајниче је приказан у табели.

## Образовање
- Народна библиотека „Бранко Ћопић“
- Средњошколски центар „Петар Петровић Његош“
- Основна школа „Јован Дучић“
- Дом културе „Филип Вишњић“
- Дјечје обданиште Чајниче

## Спорт
- ФК „Стакорина“
- КК „Врело“
- ОК „Стакорина“
- КК „Нипон“
- СРД Јањина